# ایشتوان کلن
ایشتوان کِلِن (مجاری: Kelen István؛ ۱۹۱۲ – ۲۰۰۳) یک بازیکن تنیس روی میز اهل مجارستان بود.
وی در مسابقات کشوری و بین‌المللی در مجموع برنده ۷ مدال طلا، ۵ مدال نقره، ۳ مدال برنز شده‌است.